# Engracia de Segovia

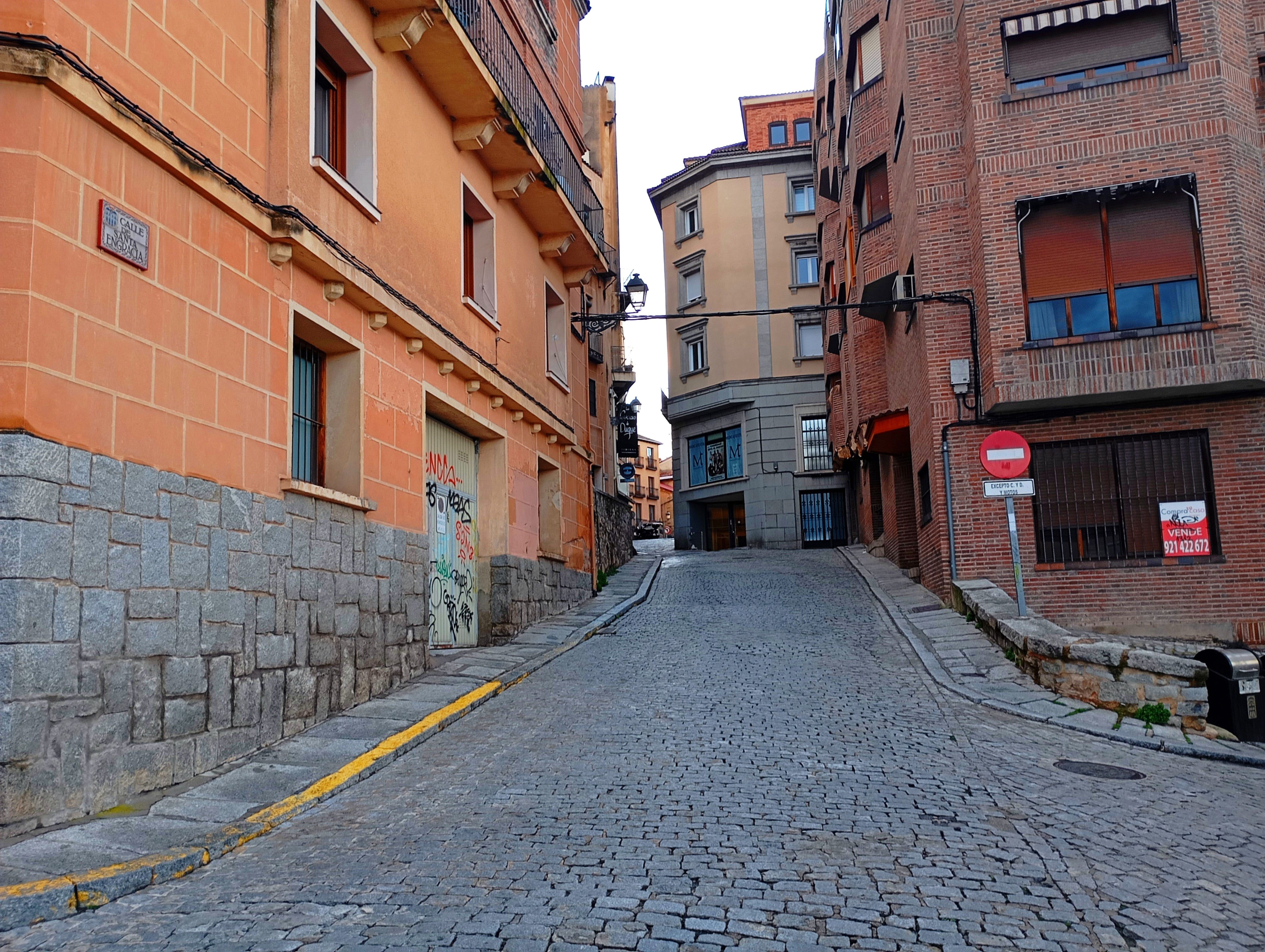
Calle que lleva su nombre en Segovia

Santa Engracia de Segovia (Segovia, Reino Visigodo, ca. 642 - Caballar (Segovia), Califato Omeya, 715) fue una mártir y eremita cristiana que vivió en los siglos VII y VIII. Según la tradición, fue martirizada por los sarracenos junto con sus dos hermanos, san Frutos y san Valentín, durante su invasión de la península ibérica.

## Biografía

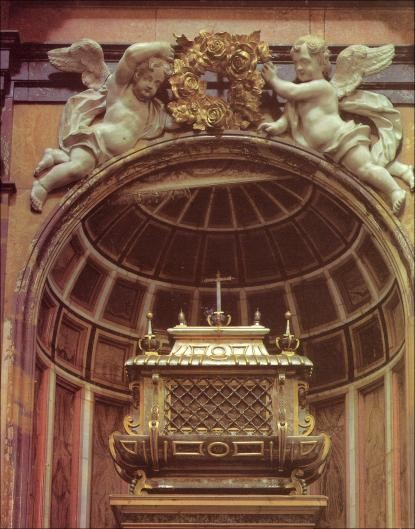
Urna con las reliquias de Santa Engracia y sus hermanos en el Retablo de los santos segovianos de la Catedral de Santa María de Segovia

La tradición cuenta que nació en Segovia en el año 642, en el seno de una importante familia acomodada que la leyenda hace descendiente de patricios romanos de enraizadas creencias religiosas.
Tras la prematura muerte de sus padres de origen patricio su hermano Frutos tomó la decisión repartir los cuantiosos bienes familiares entre los necesitados y alejarse de la ciudad en busca de soledad, sus hermanos Engracia y Valentín lo acompañan haciéndose partícipes de la decisión, retirándose a un páramo próximo a Sepúlveda a las orillas de las Hoces del río Duratón, en el actual término municipal de Carrascal del Río.
Primero se situaron en cuevas naturales para posteriormente levantar tres ermitas alejadas en las que encontrar plenitud en su deseo de soledad, penitencia y oración. Las tres ermitas se conservan en la actualidad con sus respectivos nombres, estando la de Engracia, hoy en pésimo estado de conservación, en las zonas bajas de las peñas, hacia la parte del mediodía, en una peña junto a una fuente.
Tras el fallecimiento de Frutos en la ermita homónima a los 73 años de edad, este fue enterrado allí por sus dos Engracia y Valentín que se mudaron a la ermita de san Zoilo en Caballar, continuando su vida solitaria hasta ser decapitados por los sarracenos al no conseguir que renegasen de su fe.
Los restos mortales de los tres hermanos, a excepción de las calaveras de Valentín y Engracia, fueron trasladados en el siglo XI a la catedral antigua de Segovia, a expensas del Obispo Pedro de Agén. Desaparecieron dentro del templo y posteriormente el obispo Juan Arias Dávila ordenó su búsqueda en el siglo XV.  Desde 1558 se encuentran en el trascoro de la catedral nueva de Segovia, en una urna. Las calaveras de san Valentín y santa Engracia se mantuvieron en un relicario de la iglesia parroquial de Caballar, donde se celebra la festividad de Las Mojadas en tiempo de extrema sequía, sumergiendo, con autorización del obispo de Segovia, las cabezas en agua y provocando lluvia inmediata. La primera Mojada documentada es de 1593, y la última realizada fue en 1992.

## Patronazgo
Acompaña a su hermano San Frutos en el patronazgo de la diócesis de Segovia y la Comunidad de Ciudad y Tierra de Segovia, celebrándose su festividad el 25 de octubre con una romería también a la ermita de San Frutos, próxima a Carrascal del Río. También es patrona del municipio de Caballar, celebrándose allí el 26 y 27 de octubre.